# Sancayani Bajo
Sancayani Bajo ist eine Streusiedlung im Departamento Cochabamba im südamerikanischen Andenstaat Bolivien.

## Lage im Nahraum
Sancayani Bajo ist der drittgrößte Ort des Kanton Tiraque im Municipio Tiraque in der Provinz Tiraque. Die Ortschaft liegt auf einer Höhe von 3745 m vor dem Westrand des 1991 in der Provinz Chapare gegründeten Nationalpark Carrasco (Parque Nacional Carrasco).

## Geographie
Das Klima der Region ist ein typisches Tageszeitenklima, bei dem die Temperaturunterschiede im Tagesverlauf deutlich stärker ausfallen als die Unterschiede zwischen den Jahreszeiten.
Die Jahresdurchschnittstemperatur liegt bei gut 9 °C (siehe Klimadiagramm Tiraque) und schwankt zwischen 6 °C im Juni/Juli und knapp 12 °C im November. Der jährliche Niederschlag beträgt im langjährigen Mittel knapp 500 mm, wobei im Januar ein Monatswert von über 100 mm erreicht wird, während die Niederschläge in der winterlichen Trockenzeit von Mai bis September monatlich unter 10 mm liegen.

## Verkehrsnetz
Sancayani Bajo liegt in einer Entfernung von 67 Straßenkilometern östlich von Cochabamba, der Hauptstadt des gleichnamigen Departamentos.
Durch Cochabamba und das 16 Kilometer östlich gelegene Sacaba führt die Nationalstraße Ruta 4, die ins bolivianische Tiefland nach Villa Tunari und weiter nach Santa Cruz führt. 27 Kilometer östlich von Sacaba zweigt der Camino RN4 Colomi-Tiraque nach Südosten ab und erreicht Tiraque nach vierzehn Kilometern. Einen Kilometer vor Tiraque zweigt dann eine Landstraße nach Nordwesten ab und führt über elf Kilometer nach Sancayani Bajo.

## Bevölkerung
Die Einwohnerzahl der Ortschaft ist in dem Jahrzehnt zwischen den beiden letzten Volkszählungen nur geringfügig angestiegen:
| Jahr | Einwohner         | Quelle       |
| ---- | ----------------- | ------------ |
| 1992 | keine Detaildaten | Volkszählung |
| 2001 | 514               | Volkszählung |
| 2012 | 531               | Volkszählung |
| 2024 |                   | Volkszählung |

Die Region weist einen hohen Anteil an indigener Bevölkerung auf, im Municipio Tiraque sprechen 92,7 Prozent der Bevölkerung Quechua.